# Frata (Tar-Vabriga)
Frata (olaszul: Fratta) falu Horvátországban Isztria megyében. Közigazgatásilag Tar-Vabriga községhez tartozik.

## Fekvése
Az Isztriai-félsziget nyugati részén Porečtől 8 km-re északra, községközpontjától délre, annak a dombnak az aljában fekszik, amelyen Tar található. Tarral teljesen összenőtt, így tulajdonképpen annak déli elővárosát képezi.

## Története
Területe már a történelem előtti időben és az ókorban is lakott volt. A mai települést 1560-tól említik, amikor a velencei hatóságok a török elől menekülő dalmáciai és montenegrói horvátokkal népesítették be. Plébániatemplomát 1596-ban építették, de a plébánia 1847-ben Tarral és Vabrigával egyesült. 1857-ben 194, 1910-ben 112 lakosa volt. Az első világháború után a rapallói szerződés értelmében Isztria az Olasz Királysághoz került. 1943-ban az olasz kapitulációt követően német megszállás alá került, mely 1945-ig tartott. A második világháború után a párizsi békeszerződés értelmében Jugoszlávia része lett. Jugoszlávia felbomlása után 1991-ben a független Horvátország része lett. 2011-ben 74 lakosa volt. Lakói mezőgazdasággal (szőlő, olajbogyó, gyümölcs) és újabban egyre inkább turizmussal, vendéglátással foglalkoznak.

## Nevezetességei
Mihály arkangyal tiszteletére szentelt temploma 1596-ban épült, az 1250 körül épített középkori templom helyén. A 18. században teljesen átépítették. Egyhajós épület két oldalkápolnával és hosszú, négyszögletes szentéllyel. Főoltára a 18. században, két mellékoltára a 17. században épült. Értékesebb berendezési és liturgikus tárgyait a tari egyházi gyűjteményben őrzik. Harangtornya 25 méter magas.

## Lakosság
| Lakosság változása | Lakosság változása | Lakosság változása | Lakosság változása | Lakosság változása | Lakosság változása | Lakosság változása | Lakosság változása | Lakosság változása | Lakosság változása | Lakosság változása | Lakosság változása | Lakosság változása | Lakosság változása | Lakosság változása | Lakosság változása |
| ------------------ | ------------------ | ------------------ | ------------------ | ------------------ | ------------------ | ------------------ | ------------------ | ------------------ | ------------------ | ------------------ | ------------------ | ------------------ | ------------------ | ------------------ | ------------------ |
| 1857               | 1869               | 1880               | 1890               | 1900               | 1910               | 1921               | 1931               | 1948               | 1953               | 1961               | 1971               | 1981               | 1991               | 2001               | 2011               |
| 194                | 214                | 76                 | 85                 | 104                | 112                | 440                | 0                  | 90                 | 71                 | 61                 | 46                 | 50                 | 45                 | 58                 | 74                 |